# Anette Grünewald
Anette Grünewald (* 1966) ist eine deutsche Juristin und Hochschullehrerin an der Friedrich-Schiller-Universität Jena.

## Leben
Grünewald begann ein Studium der Rechtswissenschaften und der Philosophie an der Universität Freiburg, das sie an der Universität Hamburg fortsetzte. Ihr rechtswissenschaftliches Studium vollendete sie 1993 mit dem Erwerb des Ersten Juristischen Staatsexamens in Hamburg. 1996 erwarb sie nach ihrem Referendariat eben dort auch ihr Zweites Examen. In der Folge arbeitete sie am Hamburger Institut für Kriminalwissenschaften als wissenschaftliche Mitarbeiterin für Kurt Seelmann. 1999 schloss sie ihre Promotion zum Dr. jur. ab, woraufhin sie als wissenschaftliche Assistentin von Reinhard Merkel tätig war. Zehn Jahre nach ihrer Promotion habilitierte sie sich, ebenfalls in Hamburg, und erhielt die venia legendi für die Fächer Strafrecht, Strafprozessrecht, Europäisches Strafrecht und Rechtsphilosophie.
Es folgten mehrere Lehrstuhlvertretungen, unter anderen an den Universitäten Münster, Bonn, Heidelberg und Frankfurt am Main. Von 2013 bis 2018 war sie ordentliche Professorin an der Humboldt-Universität zu Berlin. Seit 1. Februar 2018 unterrichtet Grünewald an der Friedrich-Schiller-Universität Jena auf dem ordentlichen Lehrstuhl für Strafrecht, Strafprozessrecht, Medizinstrafrecht und Rechtsphilosophie.
Anette Grünewald war unter anderem Mitglied der vom Bundesjustizministerium eingesetzten Expertengruppe zur Reform der Tötungsdelikte. Sie lehrt und forscht zur allgemeinen Strafrechtsdogmatik, zur allgemeinen und insbesondere strafrechtlichen Rechtsphilosophie und Rechtsgeschichte, zum Medizinstrafrecht sowie zum europäischen Strafrecht.

## Publikationen (Auswahl)
- Zivilrechtlich begründete Garantenpflichten im Strafrecht? Duncker & Humblot, Berlin 2001, ISBN 978-3-428-10048-4. (Dissertation)
- Das vorsätzliche Tötungsdelikt. Mohr Siebeck, Tübingen 2010, ISBN 978-3-16-150012-1. (Habilitationsschrift)
- Medizinstrafrecht. C.F. Müller, Heidelberg 2016, ISBN 978-3-8114-9547-0.
- Reform der Tötungsdelikte. Plädoyer für ein Privilegierungskonzept. Mohr Siebeck Verlag, Tübingen 2016, ISBN 978-3-16-154443-9.